# 지일파
지일파(知日派)는 일본의 사회 · 문화 등에 대해 깊은 이해를 가진 사람을 가리키는 용어이다. 일반적으로 한국에서 일제 시대 부역자를 가리키는 의미로 한정되는 친일파(親日派)라는 용어와 구분하기 위해 쓰이는 말이다.

## 같이 보기
- 친일파